# Cover (BDSM)
Covern  (engl. Cover – Deckung, Schutz) ist im Bereich BDSM ein gebräuchlicher Begriff für einen „Schutzengel“ bei Blinddates. Der Begriff wird in einem ähnlichen Zusammenhang auch in anderen, nicht-BDSM-bezogenen, Online-Communitys verwendet, beispielsweise auf Flirt-Sites oder Webseiten zur Anbahnung von hetero- oder homosexuellen Kontakten.
Die subkulturelle BDSM-Szene verwendet zur Kommunikation untereinander und zum Kennenlernen Gleichgesinnter vielfach das Internet. Viele der realen Kontakte ergeben sich daher aus anfangs virtuellen Bekanntschaften. Diese ersten Begegnungen werden innerhalb der Szene als nicht völlig ungefährlich eingeschätzt, da die Möglichkeit, sich aus einer als unangenehm empfundenen Situation zu befreien, bei einigen sexuellen Praktiken, beispielsweise dem Bondage, nicht zwangsläufig gewährleistet ist.
Um dieses Risiko zu minimieren, werden unbeteiligte Dritte über den Ort und den Zeitpunkt des Treffens informiert. In Vereinbarungen wird festgelegt, ob das Cover persönlich, telefonisch oder durch SMS über das Wohlergehen der gecoverten Person informiert wird. Findet keine Rückmeldung statt oder verwendet der Gecoverte ein vereinbartes Codewort, werden Hilfsmaßnahmen durch den Schutzengel eingeleitet.
In vielen Communitys, beispielsweise der größten deutschsprachigen BDSM-Community Sklavenzentrale oder der Schweizer BDSM-Hilfsorganisation SOS-BDSM, stellen sich ehrenamtliche Mitglieder als Cover zur Verfügung und bieten kostenlosen Schutz an. Organisationen wie die Bundesvereinigung Sadomasochismus oder die SMJG verweisen auf kostenlose oder kostenpflichtige Online-Agenturen, die anonymes Covern anbieten. Es wird darauf hingewiesen, dass das Risiko eines sexuellen Missbrauchs durch ein Cover zwar minimiert, aber nicht ausgeräumt werden kann.